# كودي وود
كودي وود (بالإنجليزية: Cody Wood)‏ هو مغن مؤلف أمريكي، ولد في 4 يوليو 1984 في سانتا فيه في الولايات المتحدة.

## وصلات خارجية
- كودي وود على موقع IMDb (الإنجليزية)
- كودي وود على موقع قاعدة بيانات الفيلم (الإنجليزية)